# Theriophonum sivaganganum
Theriophonum sivaganganum là một loài thực vật có hoa trong họ Ráy (Araceae). Loài này được (Ramam. & Sebastine) Bogner miêu tả khoa học đầu tiên năm 1969.